# Pierre-Joachim Dormay
Pierre Joachim Dormay est un homme politique français né le 6 août 1754 à Boué (Aisne) et mort le 26 mars 1833 au même lieu.

## Biographie
Administrateur du district de Vervins, il est député de l'Aisne à la Convention. Élu 4e suppléant, il est appelé à siéger le 13 germinal an III. Le 24 germinal an IV, il passe au Conseil des Cinq-Cents.

## Sources
- « Pierre-Joachim Dormay », dans Adolphe Robert et Gaston Cougny, Dictionnaire des parlementaires français, Edgar Bourloton, 1889-1891 [détail de l’édition]